# Гай Цецина Ларг
Гай Цецина Ларг (на латински: Gaius Caecina Largus; * Волатерае; † 57 г.) e политик и сенатор на Римската империя през 1 век.
Произлиза от патрицианска фамилия от Волтера и е приятел с император Клавдий, с когото заедно през 42 г. е консул. През 38 г. той влиза в колегията на арвалските братя.
Неговата къща се намирала на Палатин, където Плиний Стари го посетил на млади години и пише за дърветата в градината му в своята книга за природата: Haec fuere lotoe patula ramorum opacitate lascivae, Caecina Largo e proceribus crebro iuventa nostra eas in domo sua ostentante....